# Institut Français du Pétrole
L'IFP Energies nouvelles (IFPEN) noto anche come Istituto francese di petrolio (in francese: Institut Français du Pétrole, IFP) è un'organizzazione pubblica di ricerca in Francia fondata nel 1944 come Istituto di petrolio, combustibili e lubrificanti (Institut du petroleum , carburanti e lubrificanti).
L'Istituto ha sede a Rueil-Malmaison vicino a Parigi e ha siti vicino a Lione e a Pau. A partire dal 2004, aveva 1729 dipendenti, un budget di 253 milioni di euro ed era responsabile di un centro di formazione post laurea, IFP School (noto anche come ENSPM - École nationale supérieure du pétrole et des moteurs) e un vasto settore industriale programma di formazione, IFP Training.
L'IFPEN ha progettato diversi metodi per valutare il potenziale petrolifero di una roccia sedimentaria, tra gli altri, la tecnica Rock-Eval usando un apparato di pirolisi standardizzato. Questa tecnica è utilizzata in tutto il mondo tra le compagnie petrolifere per confrontare i loro risultati allo stesso modo.

## Noti ricercatori
- Yves Chauvin, co-vincitore del premio Nobel 2005 per la chimica.